# Attractin
Attractin‏ (Attractin) هوَ بروتين يُشَفر بواسطة جين Attractin في الإنسان.